# الدوري البحريني الممتاز 2015–16
الدوري البحريني الممتاز 2015–2016 هو النسخة الستون من الدوري البحريني الممتاز وهو أعلى دوري كرة قدم في البحرين منذ 1956. بدأ الموسم في 26 أكتوبر 2015 وانتهى في 19 مايو 2016.
بدأ المحرق كحامل للقب موسم 2014–15. الأهلي وسترة صعدا من الدرجة الثانية.
حقق الحد بطولة الدوري للمرة الأولى في تاريخه البالغ 71 سنة ليصبح النادي التاسع في تاريخ البطولة الذي يحقق البطولة.

## الملخص
كان الحد مفاجأة الموسم. بعد تحقيقه كأس ملك البحرين في الموسم السابق قرر الحد الاحتفاظ بمدربه سلمان شريدة للموسم الثاني على التوالي. كما قرر الاحتفاظ بلاعبيه الأجانب الثالثة النيجيريين أوتشي أغبا وأوروك أكاراندوت وإيفيدايو أوموسويي. تم التعاقد مع لاعب الوسط الأردني محمد راتب الداوود كلاعب آسيوي بالفريق. بعد بداية سيئة بتحقيق التعادل السلبي 0-0 مع الحالة فإن الحد استطاع إيجاد طريق الانتصارات وأن يتجنب الخسارة طوال الموسم ليحقق لقب البطولة.
أصبح لاعب الوسط الدولي البحريني حسين سلمان أول لاعب يحقق بطولة الدوري مع ثلاثة أندية مختلفة وهي الرفاع والمحرق والحد وأول لاعب يحقق بطولات محلية مع أربع فرق حيث حقق كأس ملك البحرين مع الشباب.
بعد استقالة المدرب الكرواتي رادان غاسانين ليتولى تدريب المسيمير القطري الصاعد حديثا لدوري نجوم قطر فإن حامل اللقب المحرق قرر التعاقد مع الصربي الفرنسي دراغان ستويكوفتش مدربا للفريق. في المباريات السبع الأولى لم يحقق المحرق سوى 3 انتصارات مقابل تعادل واحد و3 خسائر جامعا 10 نقاط ومبتعدا بفارق 5 نقاط عن المتصدر الحد مما أدى إلى إقالته وتعيين خالد تاج ثم عيسى السعدون. استمرت النتائج المتقلبة للمحرق حتى نهاية الموسم حيث احتل المركز الثاني بفارق عشر نقاط عن البطل الحد.
استطاع المالكية بقيادة المدرب البحريني أحمد الدخيل احتلال المركز الثالث في نهاية الموسم وهو أعلى مركز يحققه الفريق القروي في تاريخه منذ تأسيسه قبل 49 سنة. وقد شهدت مباريات المالكية تشجيع المخلصين من أبناء قرية المالكية أبرزهم الثمانيني الحاج جمعة حبيب كاظم الذي حضر جميع مباريات الفريق في هذا الموسم.
البسيتين الذي حقق البطولة في موسم 2012–13 لم يستطع الاحتفاظ بمستواه الفني على الرغم استمرار خليفة الزياني مدربا له، ولكن كثرة تغيير اللاعبين أدى إلى هبوط الفريق إلى الدرجة الثانية برفقة الصاعد حديثا سترة. علما بأن البسيتين بقي في الدوري الممتاز لمدة ثمانية عشر موسم على التوالي.
المنامة تعرض للخسارة في المباريات الست الأولى مما أدى إلى إقالة المدرب الإسباني أولمو ثم تعيين التونسي شكري البجاوي مدربا ولكن بسبب استمرار النتائج السلبية فقد تمت إقالته أيضا ليتم تعيين تاج مدربا للفريق الذي استطاع انتشاله من المركز الأخير وقيادته لاحتلال المركز السابع بتحقيق الفوز في آخر ثلاث مباريات في البطولة. علما بأنه احتل المركز الثاني والثالث في الموسمين السابقين.
على مستوى لائحة الهدافين فإن المهاجم البحريني إسماعيل عبد اللطيف احتفظ بلقب هداف البطولة للموسم الثاني على التوالي بعد التساوي مع المهاجم البحريني محمد الرميحي الذي انتقل في بداية الموسم من البحرين الهابط إلى الدرجة الثانية إلى الحد حيث استمر التنافس على لقب هداف البطولة حتى آخر دقيقة من عمر البطولة.
شهد نهاية الموسم اعتزال عدة لاعبين دوليين عن اللعب بعد مشوار طويل في عالم كرة القدم وأبرزهم محمد سالمين وإبراهيم المشخص من المحرق وسيد محمود جلال من الأهلي وعلاء حبيل من المنامة.

### ردود الفعل
عبر رئيس نادي الحد أحمد المسلم عن سعادته البالغة بتحقيق فريقه بطولة الدوري قائلا: «لا يمكنني أن أصف فرحتي وأنا أشاهد الفرحة مرسومة على وجوه جميع أهالي الحد بهذه الإنجازات التي تحسب للكل في النادي، الجميع عمل من أجل الفوز بالبطولات والحمد لله على ذلك، ونحن نعد اللاعبين بتكريم مميز وسنقيم لهم حفلاً كبيراً يليق بهذه المناسبة إذ إننا نعرف أن تحقيق الدوري ليس بالأمر السهل وخصوصاً في ظل وجود فرق قوية للغاية ولها باعها الطويل في كرة القدم البحرينية».
بينما قال مدرب الحد سلمان شريدة: «حاليا لابد للجميع في نادي الحد أن يفرح بهذا الإنجاز غير المسبوق والذي عمل من أجل تحقيقه الكل ويحسب لمنطقة الحد بأكملها وأستغل هذه المناسبة لأشكر جميع اللاعبين على ما بذلوه طيلة الموسم وكذلك الشكر موصول لأعضاء الجهازين الفني والإداري ومجلس الإدارة وجماهير النادي فالكل أدى دوره كما يجب ولذلك تحقق الفوز باللقب في النهاية ونحمد الله ونشكره على ذلك. صحيح أننا حققنا اللقب بفارق 10 نقاط عن المحرق الوصيف لكن هذا لا يعني أننا فزنا به بسهولة بل إن ذلك كان صعبا للغاية، مررنا بالعديد من المحطات الصعبة طيلة الموسم لكن كنا الفريق الأكثر استقراراً وإصراراً على الخروج باللقب والأرقام تتحدث عن ذلك فنحن أكثر الفرق انتصاراً والأقل خسارة ولدينا أقوى هجوم وأقوى دفاع وكل ذلك يعني أننا الأفضل والأحق بالبطولة».

## الفرق
شارك في هذه البطولة عشر فرق منها ثمانية فرق من الموسم الماضي الذين احتلوا المراكز من الأول إلى الثامن وهم (حسب ترتيب الموسم الماضي) المحرق، الحد، المنامة، الرفاع الشرقي، الرفاع، البسيتين، الحالة، والمالكية بالإضافة إلى الفريقين اللذين احتلا المركزين الأول والثاني في دوري الدرجة الثانية في الموسم السابق وهما سترة والأهلي اللذان حلا مكان الهابطان البحرين والشباب.
على مستوى المحافظات فإن محافظة المحرق يمثلها 4 فرق وهي المحرق، الحد، البسيتين، والحالة بينما يمثل محافظة العاصمة ثلاث فرق وهي المنامة، سترة، والأهلي ويمثل المحافظة الجنوبية فريقين وهما الرفاع الشرقي والرفاع ويمثل المحافظة الشمالية فريق واحد وهو المالكية.

### الملاعب
| الملعب                    | المدينة    | المحافظة | السعة  |
| ------------------------- | ---------- | -------- | ------ |
| ستاد البحرين الوطني       | الرفاع     | الجنوبية | 35٬000 |
| ملعب مدينة خليفة الرياضية | مدينة عيسى | الجنوبية | 20٬000 |
| ستاد المحرق               | عراد       | المحرق   | 20٬000 |
| ملعب الأهلي               | بوغزال     | العاصمة  | 10٬000 |

## تغييرات المدربين
| الفريق        | المدرب الراحل    | طريقة الرحيل | تاريخ الرحيل   | المدرب القادم    | تاريخ التعيين  |
| ------------- | ---------------- | ------------ | -------------- | ---------------- | -------------- |
| الرفاع        | برانكو كاراتشيتش | إقالة        | 7 مايو 2015    | محمد الشملان     | 7 مايو 2015    |
| سترة          | سيد حسن شبر      | استقالة      | 18 مايو 2015   | خالد الحربان     | 21 مايو 2015   |
| المحرق        | رادان غاسانين    | فسخ بالتراضي | 27 مايو 2015   | دراغان ستويكوفتش | 25 يونيو 2015  |
| المنامة       | سمير شمام        | انتهاء العقد | 29 مايو 2015   | ميغيل أولمو      | 21 أغسطس 2015  |
| المحرق        | دراغان ستويكوفتش | إقالة        | 7 أكتوبر 2015  | خالد تاج         | 10 أكتوبر 2015 |
| المنامة       | ميغيل أولمو      | إقالة        | 27 أكتوبر 2015 | إسماعيل كرامي    | 27 أكتوبر 2015 |
| الرفاع        | محمد الشملان     | إقالة        | 25 نوفمبر 2015 | سمير شمام        | 25 نوفمبر 2015 |
| المنامة       | إسماعيل كرامي    | استقالة      | 8 ديسمبر 2015  | شكري بجاوي       | 8 ديسمبر 2015  |
| الرفاع الشرقي | فهد السعدون      | استقالة      | 28 يناير 2016  | محمد الشملان     | 28 يناير 2016  |
| المحرق        | خالد تاج         | فسخ بالتراضي | 1 فبراير 2016  | فهد السعدون      | 2 فبراير 2016  |
| المنامة       | شكري بجاوي       | إقالة        | 10 أبريل 2016  | خالد تاج         | 10 أبريل 2016  |
| الرفاع        | سمير شمام        | إقالة        | 1 مايو 2016    | أحمد عيسى[ ؟ ]   | 1 مايو 2016    |

## النتائج

### جدول الترتيب
| م  | الفريق        | لعب | ف  | ت | خ  | أ.له | أ.ع | أ.ف | نقاط | التأهل أو الهبوط                |
| -- | ------------- | --- | -- | - | -- | ---- | --- | --- | ---- | ------------------------------- |
| 1  | الحد          | 18  | 12 | 6 | 0  | 39   | 15  | +24 | 42   | التأهل إلى دوري أبطال آسيا 2017 |
| 2  | المحرق        | 18  | 9  | 5 | 4  | 31   | 21  | +10 | 32   |                                 |
| 3  | المالكية      | 18  | 7  | 6 | 5  | 23   | 20  | +3  | 27   |                                 |
| 4  | الرفاع        | 18  | 7  | 2 | 9  | 22   | 26  | −4  | 23   |                                 |
| 5  | الرفاع الشرقي | 18  | 6  | 4 | 8  | 22   | 18  | +4  | 22   |                                 |
| 6  | الأهلي        | 18  | 5  | 7 | 6  | 22   | 21  | +1  | 22   |                                 |
| 7  | المنامة       | 18  | 6  | 3 | 9  | 17   | 27  | −10 | 21   |                                 |
| 8  | الحالة        | 18  | 5  | 5 | 8  | 22   | 31  | −9  | 20   |                                 |
| 9  | البسيتين      | 18  | 6  | 2 | 10 | 17   | 31  | −14 | 20   | الهبوط إلى دوري الدرجة الثانية  |
| 10 | سترة          | 18  | 4  | 6 | 8  | 20   | 25  | −5  | 18   | الهبوط إلى دوري الدرجة الثانية  |

## إحصائيات

### قائمة الهدافين
| الترتيب | اللاعب             | الفريق        | الأهداف |
| ------- | ------------------ | ------------- | ------- |
| 1       | محمد الرميحي       | الحد          | 17      |
| 1       | إسماعيل عبد اللطيف | المحرق        | 17      |
| 3       | عيسى البري         | المالكية      | 10      |
| 4       | دييغو              | الأهلي        | 7       |
| 4       | روميو توريس        | الحالة        | 7       |
| 6       | محمود المواس       | الرفاع        | 6       |
| 6       | فيصل بودهوم        | الرفاع الشرقي | 6       |
| 8       | أوجيه              | الأهلي        | 5       |
| 8       | عظمت بايماتوف      | سترة          | 5       |
| 10      | أوتشي أغبا         | الحد          | 4       |
| 10      | عبد الوهاب المالود | الحد          | 4       |
| 10      | سيد محمد عدنان     | الحد          | 4       |
| 10      | أحمد الدوني        | الرفاع        | 4       |
| 10      | كلايتون مينيرو     | الأهلي        | 4       |
| 10      | محمود عبد الرحمن   | المنامة       | 4       |
| 10      | علي منير           | الحالة        | 4       |
| 10      | جواو لويز          | الحالة        | 4       |
| 10      | أحمد سعد           | البسيتين      | 4       |
| 10      | عظمت بايماتوف      | الرفاع الشرقي | 4       |
| 19      | أوروك أكاراندوت    | الحد          | 3       |
| 19      | كانو               | المحرق        | 3       |
| 19      | حسين حسن           | المالكية      | 3       |
| 19      | هاشم السيد عيسى    | المالكية      | 3       |
| 19      | عبد الله يوسف      | الرفاع الشرقي | 3       |
| 19      | بويان بوزوفيتش     | المنامة       | 3       |
| 19      | يوسف زويد          | الحالة        | 3       |
| 19      | هشام منصور         | البسيتين      | 3       |
| 19      | ريكو               | البسيتين      | 3       |

### الهاتريك
| اللاعب             | لصالح  | ضد       | النتيجة | التاريخ       | المصدر |
| ------------------ | ------ | -------- | ------- | ------------- | ------ |
| إسماعيل عبد اللطيف | المحرق | الحالة   | 0-3     | 22 أبريل 2016 | [ 8 ]  |
| محمد الرميحي4      | الحد   | البسيتين | 0-5     | 6 مايو 2016   | [ 9 ]  |
| إسماعيل عبد اللطيف | المحرق | الرفاع   | 3-3     | 19 مايو 2016  | [ 10 ] |

ملاحظة
4 اللاعب سجل أربعة أهداف

### الشباك النظيفة
| الترتيب | اللاعب                | الفريق        | الشباك النظيفة |
| ------- | --------------------- | ------------- | -------------- |
| 1       | أشرف وحيد             | المنامة       | 8              |
| 2       | محمود العجيمي         | الرفاع الشرقي | 7              |
| 3       | جعفر السيد حبيب       | المالكية      | 6              |
| 4       | عباس خميس             | الحد          | 5              |
| 4       | سيد محمد جعفر         | المحرق        | 5              |
| 4       | حمد الدوسري           | الرفاع        | 5              |
| 7       | أحمد مشيمع            | الأهلي        | 4              |
| 7       | حسين حرم              | البسيتين      | 4              |
| 9       | عبد الرحمن عبد الكريم | الحالة        | 3              |
| 9       | عبد الله مشيمع        | سترة          | 3              |

## الجوائز

### الشهرية
- نوفمبر: محمد الرميحي (الحد)[11]
- أبريل: عبد الوهاب المالود (الحد)[12]
- مايو: إسماعيل عبد اللطيف (المحرق).[13]

### السنوية
في 29 يوليو 2016 أقام الاتحاد البحريني لكرة القدم حفل نهاية الموسم حيث قام بتكريم المتفوقين حسب التالي:
- أفضل لاعب: محمد الرميحي (الحد)
- أفضل هداف: محمد الرميحي (الحد) – إسماعيل عبد اللطيف (المحرق)
- أفضل لاعب صاعد: علي العصفور (سترة)
- أفضل حارس مرمى: عباس خميس (الحد)
- أفضل مدرب: أحمد الدخيل (المالكية)